# Nazionale maschile di calcio a 5 del Kazakistan
La nazionale di calcio a 5 del Kazakistan è, in senso generale, una qualsiasi delle selezioni nazionali di Calcio a 5 della Football Union of Kazakhstan che rappresentano il Kazakistan nelle varie competizioni ufficiali o amichevoli riservate a squadre nazionali.
Il Kazakistan è una nazionale di calcio a 5 relativamente giovane ma già di buon livello, nel 2002 per volere della sua federazione, ha cambiato confederazione continentale passando dall'AFC alla UEFA. Sotto l'egida della federazione asiatica, il Kazakistan è giunto terzo al campionato continentale del 1999 in Malesia, e poi secondo in quello successivo nel 2000, sconfitto dall'Iran in finale. Nell'ultima edizione dei campionati asiatici ha vinto il proprio girone ma è uscito ai quarti per mano del Giappone ai tempi supplementari.

## Risultati nelle competizioni internazionali

### Campionato mondiale
| Anno   | Luogo         | Piazzamento                                   | G  | V | N | P | GF | GS |
| ------ | ------------- | --------------------------------------------- | -- | - | - | - | -- | -- |
| 1989   | Paesi Bassi   | Parte dell'Unione Sovietica                   | -  | - | - | - | -  | -  |
| 1992   | Hong Kong     | Parte della Comunità degli Stati Indipendenti | -  | - | - | - | -  | -  |
| 1996   | Spagna        | Non qualificata                               | -  | - | - | - | -  | -  |
| 2000   | Guatemala     | Primo turno                                   | 3  | 0 | 0 | 3 | 8  | 24 |
| 2004   | Taipei cinese | Non qualificata                               | -  | - | - | - | -  | -  |
| 2008   | Brasile       | Non qualificata                               | -  | - | - | - | -  | -  |
| 2012   | Thailandia    | Non qualificata                               | -  | - | - | - | -  | -  |
| 2016   | Colombia      | Ottavi di finale                              | 4  | 2 | 0 | 2 | 15 | 7  |
| 2021   | Lituania      | 4º posto                                      | 7  | 4 | 2 | 1 | 24 | 10 |
| 2024   | Uzbekistan    | Quarti di finale                              | 5  | 3 | 1 | 1 | 18 | 9  |
| Totale |               | 4/10                                          | 19 | 9 | 3 | 7 | 65 | 50 |

### Coppa d'Asia
| Anno   | Luogo      | Piazzamento      | G  | V | N | P | GF | GS |
| ------ | ---------- | ---------------- | -- | - | - | - | -- | -- |
| 1999   | Malaysia   | 3º posto         | 5  | 2 | 1 | 2 | 17 | 18 |
| 2000   | Thailandia | 2º posto         | 5  | 3 | 1 | 1 | 36 | 16 |
| 2001   | Iran       | Quarti di finale | 5  | 3 | 2 | 0 | 24 | 8  |
| Totale |            | 3/3              | 15 | 8 | 4 | 3 | 77 | 42 |

### Campionato d'Europa UEFA
| Anno   | Luogo       | Piazzamento      | G  | V | N | P | GF | GS |
| ------ | ----------- | ---------------- | -- | - | - | - | -- | -- |
| 2003   | Italia      | Non partecipante | -  | - | - | - | -  | -  |
| 2005   | Rep. Ceca   | Non qualificata  | -  | - | - | - | -  | -  |
| 2007   | Portogallo  | Non qualificata  | -  | - | - | - | -  | -  |
| 2010   | Ungheria    | Non qualificata  | -  | - | - | - | -  | -  |
| 2012   | Croazia     | Non qualificata  | -  | - | - | - | -  | -  |
| 2014   | Belgio      | Non qualificata  | -  | - | - | - | -  | -  |
| 2016   | Serbia      | 3º posto         | 5  | 3 | 0 | 2 | 18 | 13 |
| 2018   | Slovenia    | 4º posto         | 5  | 2 | 2 | 1 | 14 | 9  |
| 2022   | Paesi Bassi | Quarti di finale | 4  | 2 | 1 | 1 | 17 | 12 |
| Totale |             | 3/8              | 14 | 7 | 3 | 4 | 49 | 34 |

## Tutte le rose

### Coppa del Mondo FIFA
Coppa del Mondo di calcio a 5 FIFA 20001 Dmitrij Lakamov, 2 Sergej Lukonin, 3 Andrej Linevič, 4 Alexandr Bondarev, 5 Gabdulla Kassenov, 6 Bolat Yerezhepov, 7 Yermek Tursunov, 8 Yebol Koshanov, 9 Talğat Baimūratov, 10 Ramil' Jusupov, 11 Qairat Toksanbaev, 12 Nurzhan Doskeyev, 13 Qairat Bäikenov, 14 Yergali Kalikov, CT: Kassymzhan Madiyev
Coppa del Mondo di calcio a 5 FIFA 20161 Alexandr Gurov, 2 Higuita, 3 Arnold Knaub, 4 Dáýren Nurǵojın, 5 Aleksandr Grebonos, 6 Léo Jaraguá, 7 Nikolai Pengrin, 8 Dinmuhambet Súleımenov, 9 Aleksandr Dovgan, 10 Şıñğıs Esenamanov, 11 Mihail Perşin, 12 Pavel Taku, 13 Ilya Mun, 19 Douglas Júnior, CT: Cacau
Coppa del Mondo di calcio a 5 FIFA 20211 Rauan Atantaev, 2 Higuita, 3 Taynan, 4 Nurbek Karagulov, 5 Dáýren Nurǵojın, 6 Agedil' Madijarov, 7 Azat Valiullin, 8 Birjan Orazov, 9 Al'bert Akbalikov, 10 Şıñğıs Esenamanov, 11 Arnold Knaub, 12 Däuren Tūrsağūlov, 13 Žomart Tokaev, 14 Douglas Júnior, 15 Borat Sarbasov, 16 Narun Serikov, CT: Kaká
Coppa del Mondo di calcio a 5 FIFA 20241 Narun Serikov, 2 Higuita, 3 Arnold Knaub, 4 Rinat Turegazin, 5 Akzhol Daribay, 6 Abdirassil Abdumanapuly, 7 Azat Valiullin, 8 Léo Jaraguá, 9 Al'bert Akbalikov, 10 Şıñğıs Esenamanov, 11 Birjan Orazov, 12 Däuren Tūrsağūlov, 13 Zhakhangir Rashit, 14 Douglas Júnior, CT: Kaká

### Campionato d'Europa UEFA
Campionato europeo di calcio a 5 20161 Grigori Shamro, 2 Higuita, 3 Arnold Knaub, 4 Aleksandr Grebonos, 5 Serik Jamanqulov, 6 Léo Jaraguá, 7 Nikolai Pengrin, 8 Dinmuhambet Súleımenov, 9 Aleksandr Dovgan, 10 Şıñğıs Esenamanov, 11 Mihail Perşin, 15 Pavel Taku, 18 Dáýren Nurǵojın, 19 Douglas Júnior, CT: Cacau
Campionato europeo di calcio a 5 20181 Grigori Shamro, 2 Higuita, 4 Taynan, 5 Serik Jamanqulov, 8 Dinmuhambet Súleımenov, 9 Aleksandr Dovgan, 10 Şıñğıs Esenamanov, 11 Mihail Perşin, 12 Pavel Taku, 14 Douglas Júnior, 15 Däuren Tūrsağūlov, 18 Dáýren Nurǵojın, 19 Albert Akbalikov, 20 Birjan Orazov, CT: Cacau
Campionato europeo di calcio a 5 20221 Rauan Atantayev, 2 Higuita, 3 Taynan, 4 Nurbek Karagulov, 5 Edson Santos, 7 Azat Valiullin, 9 Albert Akbalikov, 10 Şıñğıs Esenamanov, 11 Arnold Knaub, 12 Däuren Tūrsağūlov, 13 Zhomart Tokayev, 14 Douglas Júnior, 15 Ersultan Sagyndykov, 17 Birjan Orazov, CT: Kaká